# Avenue de l'École-de-Joinville
L’avenue de l’École-de-Joinville est située dans le 12e arrondissement de Paris et plus précisément dans le quartier administratif de Picpus.

## Situation et accès
L’avenue de l’École-de-Joinville est située dans le bois de Vincennes. Elle rencontre notamment la route du Fort-de-Gravelle et la route de la Pyramide.

## Origine du nom
Le nom de cette voie commémore l’école de Joinville, dont le berceau fut la redoute de la Faisanderie dans le bois de Vincennes.

## Historique
Cette ancienne route stratégique a reçu son nom par l’arrêté municipal du 30 août 1978 .
Cette voie était située autrefois sur la partie du territoire de la commune de Joinville-le-Pont annexée à Paris par décret du 18 avril 1929.

## Bâtiments remarquables et lieux de mémoire

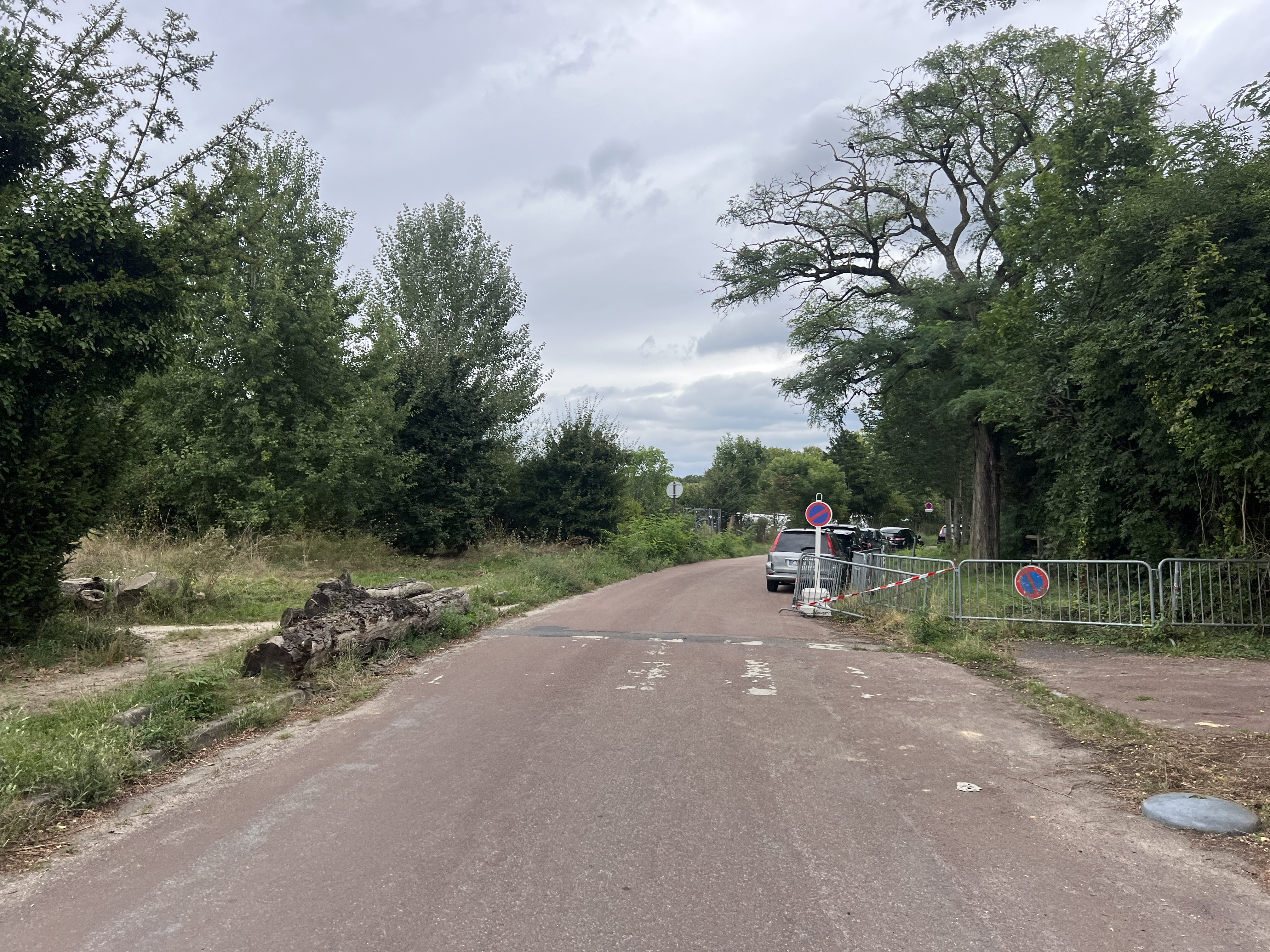
L'avenue en direction de la redoute de Gravelle.

- Le bois de Vincennes a été classé comme site par décret du 22 novembre 1960.
- No 4, avenue de l’École-de-Joinville : centre de rétention administrative Paris 1.
- Redoute de Gravelle.